# Neotinea ustulata
L'orchide bruciacchiata (Neotinea ustulata (L.) R.M.Bateman, Pridgeon & M.W.Chase, 1997) è una pianta appartenente alla famiglia delle Orchidacee.

## Descrizione

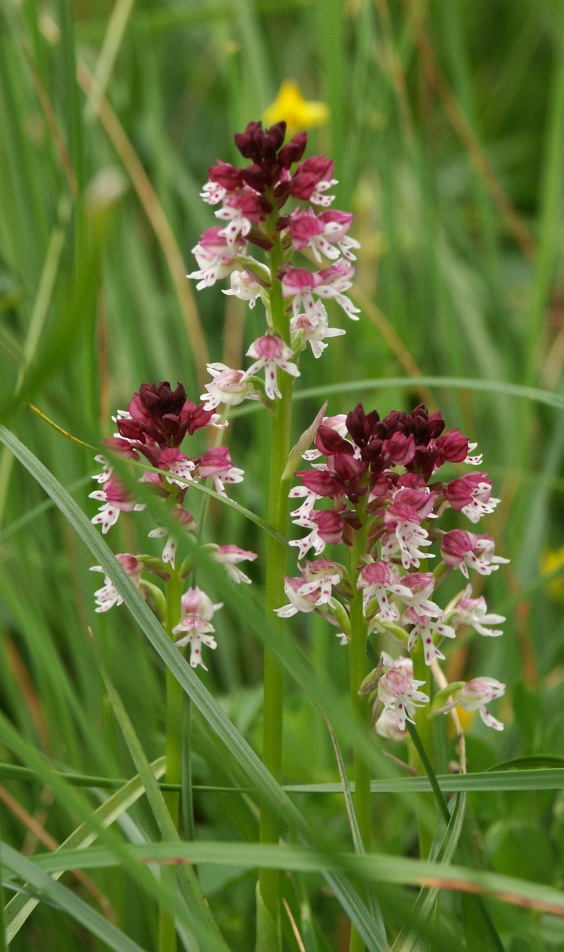
N. ustulata
var. aestivalis

È una pianta erbacea con fusto eretto, cilindrico, alto 15–35 cm.

Le foglie basali, ovato-lanceolate, sono riunite in una rosetta di 3-5 foglie, mentre le cauline, sono più piccole e squamiformi.
I fiori sono riuniti in infiorescenze che raggruppano da 15 a 60 fiori, nerastri all'apice (da cui l'epiteto specifico ustulata = bruciacchiata), digradanti verso il porpora ed il bianco verso la base. I sepali e i petali formano un casco attorno al labello, trilobato, di colore dal bianco al rosa, macchiettato di rosso-porpora. Lo sperone è corto e leggermente ricurvo verso il basso.
Fiorisce da maggio a metà agosto.
Neotinea ustulata var. aestivalis (Kumpel) Tali, Fay, Bateman, 2006 a fioritura più tardiva (luglio-agosto), si distingue per l'altezza maggiore (sino a 80 cm) e per l'infiorescenza più densa (sino a 140 fiori).

In passato ritenuta una sottospecie, tale entità è oggi ritenuta una mera varietà, sulla base di studi che hanno dimostrato che le differenze genetiche tra le due popolazioni, con fioritura precoce e tardiva, sono minime, non sufficienti per giustificare il rango di sottospecie.
Il numero cromosomico di Neotinea ustulata è 2n=42.

## Biologia
L'impollinazione è entomofila ad opera di differenti specie di coleotteri e ditteri.

## Distribuzione e habitat
È una specie diffusa in gran parte dell'Europa, sino al Caucaso.
In Italia è presente in tutto il territorio, escluse Sicilia e Sardegna.
Cresce in pascoli magri, prati e cespuglieti, su suoli sia calcarei che silicei, da 0 a 2100 m di altitudine.

## Ibridi
Può dar luogo ad ibridi con altre specie tra i quali:
- Orchis × doellii Zimmerm. (Neotinea ustulata × Orchis simia)
- Orchis × dietrichiana Bogenh. (Neotinea ustulata × Neotinea tridentata)
- ×Anacamptorchis fallax E. G. Camus (Anacamptis pyramidalis × Neotinea ustulata)
- ×Orchidactyla labbei C. Bernard (Neotinea ustulata × Dactylorhiza maculata)